# Jealous Again
Jealous Again – drugi singel zespołu Black Flag. Został wydany w sierpniu 1980 roku przez firmę SST Records.

## Lista utworów
1. Jealous Again
2. Revenge
3. White Minority
4. No Values
5. You Bet We've Got Something Personal Against You

## Skład
- Chavo Pederast – wokal
- Greg Ginn – gitara
- Chuck Dukowski – gitara basowa
- ROBO – perkusja
- Spot – producent